# North Wind
『North Wind』（ノースウインド）は、2004年9月24日に発売された18禁恋愛アドベンチャーゲーム。F&C FC03がDreamSoftへブランド名を変更してから、初の作品にあたる。
2005年4月28日には、データム・ポリスターからPlayStation 2版『North Wind 〜永遠の約束〜』がCERO15歳以上対象で発売された。初回限定版にはドラマCDを同梱している。

## ストーリー
毎年冬になると「恋文祭」という祭りが行われている静かな田舎町が舞台の物語。その町、七蔵町にはある伝説があった。自分の逢いたい人に恋文を書き、それを神社にあるポストに投函すると自分の逢いたい人に逢えるという。そんな町に主人公の青年が帰郷をしたところから物語は始まる。

## 概要
PC版は3章構成になっているが、PS2版では2章構成に変更された。
その構成はやや特殊になっている。通常は1章での謎が2章で明かされるというような構成だが、このゲームは1章と2章の時間軸が同じである。2章は1章と違うアプローチで作ったような内容になっている。また、ゲーム中にさまざまなムービーが挿入されるようになっている。本作品の舞台の七蔵町は秋田県の旧二ツ井町(現能代市)にモデルとなった場所が存在する。また、神社の鳥居が連なる所は京都伏見稲荷大社がモデルといわれている。

### メインキャラクター
秋月誠（あきづき まこと）
本作の主人公で鳥居松学園の大学部1年生。高校時代から沖田の誘いで写真部に所属している。 数年前より幼い頃から長い間住んでいた七蔵町に里帰りを続けている。少々強面だが整った容貌の持ち主。引越し先の学園である事件を起こしており先生や生徒から怖がられている。そのためあまり笑顔を見せないが他人を思いやれる優しい心を持っている。人と逢う約束があるらしく里帰り初日に七蔵神社へ行くが待っている途中にその神社の巫女が声をかけてきて…。
冬蔦儚（ふゆつた はかな）
声優：須本彩奈
誕生日:5月8日　血液型:A型　身長:140cm　3サイズ:69/50/73　
本作のメインヒロイン。誠の1年後輩でいじめられていた所を誠に助けてもらい、誠の後ろを歩くようになる。所属している写真部にも誠の誘いで入部し、彼のお下がりのカメラを愛用している。毎年誠が里帰りしていることを知って後述の烏崎スタジオへの就職試験の写真撮影のため連れて行ってほしいと頼み今回の帰郷についてきた。両親が失踪してしまい、現在は叔父夫婦の家で世話になっている。料理が上手でよく佳暖といっしょに綾川家のご飯を作っている。元々積極的な性格ではないのだが誠と普通に話せるようになりたいと考えている。電車好き。身長は140cmとヒロインのなかで一番背が低い。
柳雪華（やなぎ ゆきか）
声優：佐本二厘
誕生日:9月6日（らしい）血液型:AB型　身長:160cm（ぐらい）3サイズ:85/51/76（だと思う）　
ヒロインの1人。記憶喪失の状態で発見された謎の少女。自分の名前や基本的な知識以外の記憶は失っているが本人はあまり深刻に考えていない。親戚にあたるという君塚家に居候している。非常に明るく快活な性格で誠や儚たちともすぐに仲良くなった。人間離れした体力の持ち主で急斜面をソリで爆走するなど向こう見ずな行動が多い。怒る時は中指を突き立てるいささか下品な面もあり。食べる事は大好きだが料理の腕前は壊滅的。
綾川佳暖（あやかわ かのん）
声優：みちる
誕生日:4月9日　血液型:O型　身長:155cm　3サイズ:80/52/75　
ヒロインの1人で誠の1歳年下の幼なじみ。誠と佳暖の両親は共に学生時代からの付き合いの為、誠と佳暖も小さな頃から兄妹のように育った。現在でも誠を「お兄ちゃん」と呼んで慕っている。素直で明るい性格で誰にでも懐く。儚には及ばないが料理や裁縫が上手。喫茶店「北風」でアルバイトをしており、水澄と共に看板娘である。好物は山菜の塩漬け。怖がりで怪談が苦手。
尾崎鈴美（おざき すずみ）（PS2版追加ヒロイン）
声優：楠鈴音
誕生日:8月3日　血液型:AB型　身長:162cm　3サイズ:84/53/76　
とある事情から小牧家に居候している少女。礼儀正しくおっとりした性格だが服装や言葉遣いがやけに古めかしいのが特徴。着物と袴を着ている事が多いが、時々水澄の高校時代の制服を借りて着ている事もある。テレビや電話など機械類の操作も苦手。

### サブキャラクター
小牧水澄（こまき みすみ）
声優：YUKI
誕生日:8月18日　血液型:B型　身長:168cm　3サイズ:88/57/83　
誠より1歳年上の幼馴染み。佳暖の従姉であり、誠・佳暖にとって姉的存在。誠を「誠ちゃん」と呼んでかわいがっている（誠からは「水澄姉さん」と呼ばれている）。普段は彼女の両親が経営する喫茶店「北風」で働いており佳暖と共に看板娘。落ち着いた外見とは裏腹に悪戯好きでよく誠をからかって遊んでいる。口癖は「うふふ」と「あらあら」。誠が東京へ引っ越す前に誠に告白してふられている。
君塚深姫（きみづか みき）
声優：鳥居花音
誕生日:5月1日　血液型:AB型　身長:146cm　3サイズ:74/52/72　
七蔵神社の一人娘で君塚家は代々神職を務める家系。佳暖の高校の後輩でもある。母親が出雲に出張中の為、宮司の父と2人で神社を切り盛りしている。巫女の手伝いから家事、学業まで完璧にこなす聡明な少女。一方で少女漫画を読むのが趣味と、年相応な面もある。淑やかで礼儀正しいが、怒ると怖く雪華がいらぬ事をしでかしたり仕事をさぼったりした時は血管を浮き上がらせる事も。
沖田玲二（おきた れいじ）
声優：栗山浩一
誠と儚の学園の先輩で誠より1学年上。高校在学時は生徒会副会長・会長を歴任。学園内で誰も近づこうとしなかった誠の事を気に入り何かと話しかけてくる。最初はあまり相手にしていなかった誠も徐々にうちとけていき、学園内で数少ない心を許す人物となる。写真部部長でもあり誠を勧誘する。儚の事も気にかけており、誠と儚の関係が進展するように応援している。
烏崎ほのか（からすざき ほのか）
声優：不明
学園の写真部OG。立ち絵はなく声のみの登場。学園在学中から数々の賞を取り、若くして自分のスタジオを構えてプロの写真家として活動している。儚の素質を認めており儚は卒業後に烏崎のスタジオに就職する事になる。沖田と交際しているが、彼よりもだいぶ年上であり沖田は常に尻に敷かれている。沖田同様に誠と儚の仲が上手く行くように見守っている。

## スタッフ
- 監督・原作：ないずみみとみ
- キャラクターデザイン・原画：
  - はいおく（雪華、深姫、鈴美）
  - とりしも（儚、佳暖、水澄）
- シナリオ：巴無月、素浪人、弘森魚
- グラフィック進行・監修：みかの
- グラフィック：神之みわざ、ひなた睦月、他
- プログラム：KANZO（F&C）
- OP曲01「Last Letter(Snowdrop.Ver)」
  - 作詞：みとせのりこ
  - 作編曲：Manack
  - 唄：KIRIKO
- OP曲02「have eyes only for you...」
  - 作詞：みとせのりこ
  - 作編曲：Manack
  - 唄：KIRIKO
- ED曲「Last Letter-Eternal Wind-」
  - 作詞：みとせのりこ
  - 作編曲：Manack
  - 唄：鳥居花音
- プロデューサー：ひろもりさかな
- エグゼクティブプロデューサー：笹岡洋光

## コミカライズ
ちんじゃおろおす作画で電撃大王2004年9月号と同年10月号に掲載された。